# Antonio Atienza y Medrano
Antonio Atienza y Medrano (Cuevas de Vera, 1852-Buenos Aires, 1905) fue un escritor, periodista y profesor español, emigrado a Argentina.

## Biografía
Nació en 1852 en la localidad almeriense de Cuevas de Vera. Autor de trabajos sobre economía, fue redactor de La Propaganda (1879) y La República (1872). Colaboró también en La Ilustración Española y Americana y en La Ilustración Popular. Krausista y republicano, tras producirse la Restauración borbónica en España emigró a Francia. En 1889 dejó la dirección de La Justicia y abandonó España de nuevo, en dirección a Argentina. En Buenos Aires fue profesor, colaboró en publicaciones periódicas como La Prensa y España, que dirigió, y dirigió también la Asociación Patriótica Española. Falleció en julio de 1906 en Buenos Aires. Entre sus obras se contaron unas Lecciones de idioma castellano (1896).